# بلاجو إيغومانوفيتش
بلاجو إيغومانوفيتش (مواليد 16 يناير 1986) هو لاعب كرة قدم مونتينيغري سابق كان يلعب في مركز الظهير الأيسر، يشغل حالياً منصب المساعد المدرب لنادي الكويت الرياضي.

## المسيرة الكروية
في يوليو 2013، انتقل بلاجو إلى نادي آستانا المشارك في دوري كازاخستان الممتاز، قبل أن يوقع في 22 ديسمبر 2016 عقداً لمدة ستة أشهر مع نادي مونتانا البلغاري في الدوري البلغاري الممتاز، متضمناً خيار التمديد لموسم إضافي. ولكن بعدها غادر النادي في يونيو 2017 دون تفعيل بند التمديد بعد هبوط الفريق إلى الدوري الثاني، ليختتم بذلك تجربته في الكرة البلغارية.
في 1 أغسطس 2017، وقع بلاجو عقداً مع نادي بودوتشنوست بودغوريتسا، ثم انتقل في نهاية يناير 2020 إلى نادي ليريا بريزرين الكوسوفي، حيث واصل مسيرته الكروية قبل اعتزاله اللعب وانتقاله إلى التدريب.

## المسيرة الدولية
لعب بلاجو أول مباراة دولية له مع منتخب الجبل الأسود في نوفمبر 2012 ضمن تصفيات كأس العالم ضد منتخب سان مارينو، حيث حصل على مشاركتين دوليتين فقط في مسيرته، كانت الثانية والأخيرة في مباراة ودية أمام غانا في مارس 2014 دون أن يتمكن من تسجيل أي أهداف، مما جعل تجربته الدولية محدودة رغم تألقه على المستوى المحلي مع الأندية التي مثلها.

## الإنجازات والألقاب

### نادي زيتا
- الدوري المونتينيغري الممتاز: 2006–07.[6]

### نادي رودار بليفليا
- الدوري المونتينيغري الممتاز: 2009–10.
- كأس الجبل الأسود: 2009–10، 2010–11.